# Synemosyna hentzi
Synemosyna hentzi är en spindelart som beskrevs av George William Peckham och Elizabeth Maria Gifford Peckham 1892. Synemosyna hentzi ingår i släktet Synemosyna och familjen hoppspindlar. Inga underarter finns listade i Catalogue of Life.